# Kondou Juuzou
Kondou Juuzou (1771-1829), també conegut com a Seisai o Morishige, és considerat un dels principals exploradors japonesos de finals del període Edo, ja que pels volts de 1798 participà en l'exploració oficial d'Ezochi (actual Hokkaido).
Posteriorment, entre els anys 1808 i 1819, fou shomotsu bugyou (primer bibliotecari) i, més tard, yumiya bugyou (primer arxiver) d'Osaka.
Durant els últims anys de la seva vida, però, no comptà amb el favor del shogun a causa dels delictes menors comesos per un dels seus fills.
Kondou Juuzou va tenir una vida productiva, ja que escrigué diverses obres sobre geografia, economia, arqueologia i bibliografia. Entre aquestes últimes destaca Gaiban Tsuusho, una compilació de la correspondència diplomàtica del Japó escrita des de principis fins a mitjan període Edo.

## Gaiban Tsuusho

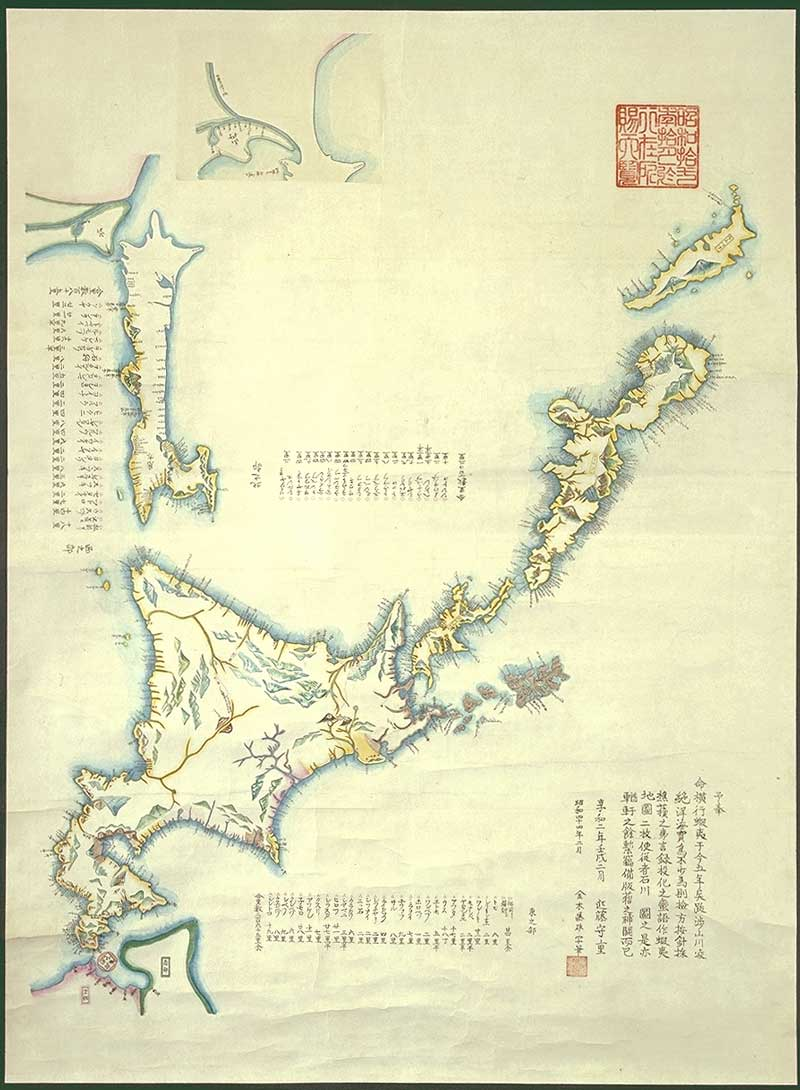
Mapa creat per Kondou, 1809

Gaiban Tsuusho és una col·lecció de documents diplomàtics del Japó datats entre el 1599 i el 1764, la qual va ser compilada per Kondou Juuzou quan aquest era el primer bibliotecari d'Osaka (1808-1819), amb la intenció de presentar-la al shogun, que en aquell moment era Tokugawa Ienari, l'onzè shogun del shogunat Tokugawa. Es tracta d'una compilació de 27 volums que recull la correspondència oficial del Japó amb onze països i dues regions amb les quals mantenia relacions comercials i/o diplomàtiques (Corea, l'Imperi Ming, Annam, Siam, Cambodja, Països Baixos, Espanya, Luzon, Anglaterra o Macau, entre d'altres). Els documents, classificats per països i ordenats cronològicament, van acompanyats de notes bibliogràfiques creades pel mateix compilador.